# Mu Librae
Mu Librae (μ Lib / 7 Librae) es un sistema estelar en la constelación de Libra de magnitud aparente +4,87.
La medida de su paralaje (13,71 ± 0,69 milisegundos de arco) sitúa a este sistema a 237 años luz del sistema solar.
Las dos componentes principales de Mu Librae forman una estrella binaria cuya separación visual es de apenas 1,92 segundos de arco.
La primaria es Mu Librae A, de magnitud aparente +5,59, una estrella peculiar de tipo espectral A1pSrCrEu.
Tiene una temperatura efectiva de 9060 K y un radio 2,6 veces más grande que el radio solar.
Gira sobre sí misma con una velocidad de rotación proyectada de 22 km/s.
Posee una masa entre 2,1 y 3 veces mayor que la del Sol.
Posee un notable campo magnético efectivo <Be> de 878 G.
La naturaleza de su acompañante, Mu Librae B, no es bien conocida.
Tiene magnitud 6,72 y puede ser una estrella de tipo A6m de 2,3 masas solares.
La separación entre ambas estrellas es de, al menos, 139 UA y el período orbital es de unos 704 años.
Una tercera estrella está físicamente ligada a esta binaria.
Visualmente a 27,3 segundos de arco del par Mu Librae AB, tiene magnitud aparente +12,5.
Con una masa de 0,5 masas solares, completa una órbita alrededor de la binaria cada 36.000 años.
La edad de este sistema se estima en 417 millones de años.